# 池田宜永
池田 宜永（いけだ たかひさ、1971年〈昭和46年〉4月7日 - ）は、日本の政治家、元財務官僚。宮崎県都城市長（4期）。

## 来歴
宮崎県都城市出身。宮崎県立都城泉ヶ丘高等学校卒業。1994年（平成6年）3月、九州大学経済学部経済学科卒業。同年4月、大蔵省に入省（大臣官房調査企画課）。1999年（平成11年）3月、東京大学大学院経済学研究科修士課程修了。同年7月、主税局調査課内国調査係長。2007年（平成19年）4月、宮崎県都城市の副市長に就任。2010年（平成22年）7月、財務省主計局主査（農林水産係）。2012年（平成24年）6月、財務省を退職。
2012年（平成24年）11月18日執行の都城市長選挙に、民主党と公明党の推薦を受けて無所属で出馬。元都城市議会議員の三角光洋を破り、初当選。投票率は、46.70％。同年11月22日、市長に就任。
2016年（平成28年）、無投票で再選。2020年（令和2年）、無投票で3選。2021年（令和3年）、デジタル庁デジタル社会構想会議構成員、内閣官房情報通信技術（IT）総合戦略室「デジタルの日」検討委員会構成員。2024年（令和6年）、無投票で4選。

## 市政
- 2020年（令和2年）5月5日、新型コロナウイルス対策の財源に充てるため、自身、副市長、教育長の6月期末手当を20％減額すると発表した[10]。